# Fara in Sabina
Fara in Sabina és un comune (municipi) de la província de Rieti, a la regió italiana del Laci, situat a uns 40 km al nord-est de Roma i a uns 25 km al sud-oest de Rieti. A 1 de gener de 2019 la seva població era de 13.880 habitants.
Fara in Sabina limita amb els següents municipis: Castelnuovo di Farfa, Montelibretti, Montopoli di Sabina, Nerola i Toffia.
L'església principal és el Duomo Collegiata di Sant'Antonio Martire.

## Història
La zona va ser habitada en època prehistòrica, com ho demostren diverses troballes arqueològiques de la meitat del Paleolític i finals de l'edat del bronze.
Entre els segles IX i VI aC, va existir aquí un assentament dels Sabins, identificat amb la ciutat de Cures, que va perdurar fins l'Imperi Romà. En resten uns banys, un petit teatre i terrasses per a l'agricultura.
Els orígens de la ciutat moderna daten de l'època llombarda (finals del segle VI dC), com s'ha suposat per la presència de la paraula llombarda "fara" ("clan familiar") en el nom. Es coneix un castell des del 1006 i, des del 1050, Fara era una possessió de l'Abadia de Farfa, que es troba dins del municipi. Més tard va ser un feu dels Orsini.
Durant la Segona Guerra Mundial, hi va haver un camp de presoners de guerra a la frazione de Passo Corese.